# Braulio Rodríguez Plaza

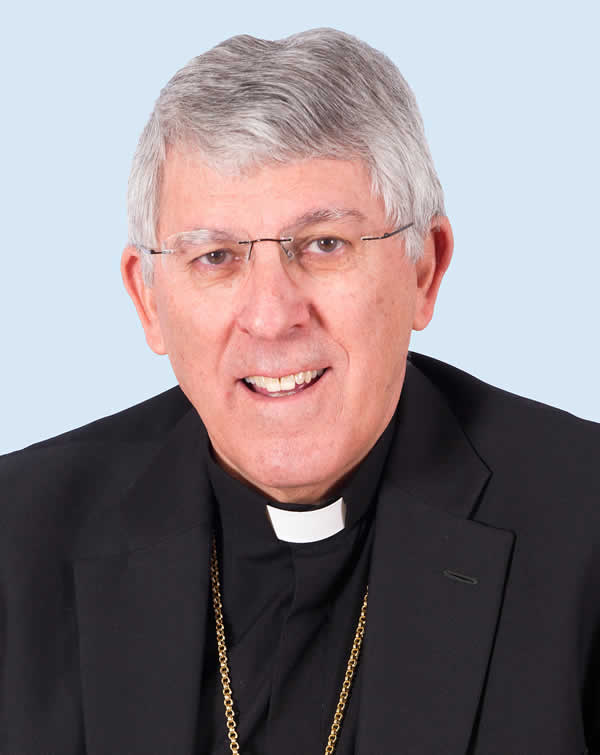
Primas Braulio Rodríguez Plaza (2016)

Wappen als Primas von Spanien

Braulio Rodríguez Plaza (* 27. Januar 1944 in Aldea del Fresno, Comunidad de Madrid, Spanien) ist ein spanischer Geistlicher und emeritierter römisch-katholischer Erzbischof von Toledo und Alt-Primas von Spanien.

## Leben
Braulio Rodríguez Plaza trat 1960 in das Priesterseminar des Erzbistums Madrid ein. Nach dem Studium der Philosophie und Katholischen Theologie empfing er am 3. April 1972 das Sakrament der Priesterweihe.
Von 1972 bis 1977 war Braulio Rodríguez Plaza in Cubas de la Sagra als Priester tätig. Zudem erwarb er 1973 an der Päpstlichen Universität Comillas ein Lizenziat im Fach Biblische Theologie. Anschließend war er bis 1979 Pfarrvikar in der Pfarrei San Miguel Carabanchel in Madrid. Von 1979 bis 1981 studierte Braulio Rodríguez Plaza in Jerusalem an der École Biblique und erlangte ein Diplom im Fach Biblische Exegese. Rodríguez Plaza war von 1981 bis 1984 Pfarrer der Pfarrei San Fulgencio in Madrid. Danach war er bis 1987 in der Priesterausbildung des Erzbistums Madrid tätig.
Am 6. November 1987 ernannte ihn Papst Johannes Paul II. zum Bischof von Osma-Soria. Die Bischofsweihe spendete ihm am 20. Dezember 1987 der Apostolische Nuntius in Spanien, Erzbischof Mario Tagliaferri; Mitkonsekratoren waren der Erzbischof von Madrid, Ángel Kardinal Suquía, und der Erzbischof von Burgos, Teodoro Cardenal Fernández. Rodríguez Plaza wählte sich den Wahlspruch No me avergüenzo del Evangelio („Ich schäme mich nicht des Evangeliums“), der dem Brief des Paulus an die Römer (Röm 1,16 ) entstammt. 1990 wurde Braulio Rodríguez Plaza an der Theologischen Fakultät Nordspaniens in Burgos mit einer exegetischen Dissertation mit dem Titel „El proceso de Jesús ante el Sanedrín y la catequesis cristiana primitiva“ („Der Prozess Jesu vor dem Hohen Rat und die frühchristliche Katechese“) zum Doktor der Theologie promoviert. Am 12. Mai 1995 ernannte ihn Papst Johannes Paul II. zum Bischof von Salamanca. Die Amtseinführung fand am 9. Juli 1995 statt.
Am 28. August 2002 ernannte ihn Papst Johannes Paul II. zum Erzbischof von Valladolid. Die Amtseinführung fand am 13. Oktober 2002 statt. Das Pallium erhielt Braulio Rodríguez Plaza am 29. Juni 2003 von Papst Johannes Paul II. in Rom. Am 16. April 2009 ernannte ihn Papst Benedikt XVI. zum Erzbischof von Toledo und damit zum römisch-katholischen Primas von Spanien. Die Amtseinführung fand am 21. Juni 2009 statt.
Am 27. Dezember 2019 nahm Papst Franziskus das von Braulio Rodríguez Plaza aus Altersgründen vorgebrachte Rücktrittsgesuch an.

## Falschmeldungen
Am 14. Januar 2016 wurde von einigen Medien verbreitet, der Erzbischof habe am 27. Dezember 2015 in einer Predigt den Standpunkt vertreten, dass Frauen, die unter häuslicher Gewalt litten, oft selbst schuld daran seien, da sie ihren Ehemännern nicht gehorchten. In deutscher Sprache wurde diese Meldung zuerst vom Humanistischen Pressedienst verbreitet. Die Katholische Nachrichten-Agentur zog nach Berichten mehrerer deutscher Blogger, die die Predigt des Erzbischofs übersetzt hatten, eine entsprechende Meldung mit der Begründung zurück, der Erzbischof von Toledo sei offenbar falsch zitiert worden. Auch einige andere Äußerungen seien „offenbar über spanische Medien falsch oder unvollständig weiterverbreitet worden“.
Auch Erzbischof Rodríguez Plaza wies die Vorwürfe zurück und bezeichnete die Zitate als falsch. Tatsächlich hatte er ausgeführt: „Der Großteil der Frauen, die getötet werden, werden von ihren Ehemännern umgebracht, die ihre Frauen nicht respektieren, die sie ablehnen, vielleicht, weil sie manchmal ihre Anweisungen nicht befolgen; oder sie werden von ihren Expartnern umgebracht oder auch von denen, mit denen sie zusammenlebten. Oft ist es eine vom Machismo herrührende Reaktion, die ihren Ursprung darin hat, dass sie [die Frau] die Scheidung eingereicht hat. Es ist wunderbar, dass die Frauen, die bedroht werden, das (offen) sagen, und es gibt durch neue Schutzmechanismen die Möglichkeit, ein Verbrechen zu verhindern. Aber das eigentliche, ernste Problem wurzelt darin, dass es bei diesen Eheleuten (eigentlich) keine wahre Ehe gab.“